# 김지선 (미스코리아 인천 경기)
김지선(金志鮮, 1989년 6월 26일 ~ )은 2008 미스 인천 경기 미(美) 출신이다.

## 생애

### 주요 이력
대한민국 경기도 용인에서 출생하였고 지난날 한때 미국 펜실베이니아 주 필라델피아와 캐나다 온타리오 주 오타와에서 잠시 유아기를 보낸 적이 있으며 귀국 후에는 경기도 수원과 인천과 서울에서 잠시 유년기를 보낸 적이 있는 그녀는 2008년 미스코리아 인천-경기 미(美)에 입상을 하였고 2009년 경기도 부천 OBS 경인TV 등에서 방송 리포터 활동하였다.
신장은 174cm이고 체중은 52kg인 그녀는 골프와 요가에 취미가 있고 수영에 특기가 있다.

### 수상 경력
- 2008년 미스코리아 인천-경기 미(美)

## 출연작

### TV 프로그램
- 2009년 OBS 《생방송 아침엔 OBS》

## 같이 보기
- 김리나
- 하경진